# 시삽
시삽(sysop)은 전자 게시판(BBS)이나 온라인 서비스 가상 공동체 등 다중 사용자 컴퓨터 시스템의 관리자이다.  기타 인터넷 기반 네트워크 서비스들의 관리자를 의미하기도 한다. 시스템 운영자(System Operator)의 줄임말이며, 시솝, 시샵 이라고도 한다. 사용자들과의 창구 역할을 맡고, 시스템 상의 문제를 고치거나 문제를 일으키는 사용자에게 제재를 가하는 등의 일을 한다.
본래 기술자를 지칭하는 용어인 이 말은, 1989년 케텔의 등장 이후 PC통신 동호회들의 장을 가리키는 말로도 사용되었다. 오프라인에서 "동호회장"으로 불렸을 말을 "동호회 시삽"으로 부른 것인데, 처음에는 PC통신 서비스 운영자를 가리키는 말로 사용되었다가 동호회 서비스가 시작되면서 동호회장을 가리키는 말로도 확장된 것이다. 이 당시의 동호회는 PC통신 내부의 단체로서 서비스 회사와 '운영계약'을 체결하는 형식을 취하여, 동호회 시스템을 할당해주는 형태였고 해당 시스템의 관리자 ID도 발급되었다. (하이텔의 경우 k2****, 천리안은 ZS**** 형식으로 ****부분은 동호회 인덱스로 된 ID였다.) 따라서, 동호회 운영진은 동호회의 동호회 내에서는 시스템 관리자의 역할도 맡게 되므로 시삽으로 지칭된 것이다.
우스갯소리로, 동호회 운영자들을 "삽질하는 사람들"이라고도 불렀는데, 시삽의 "삽"에서 말을 따온 것이다. '삽질'이란 표현은 쓸데없는 노력을 일컫는 유머스러운 속어로도 쓰인다.

## 같이 보기
- 시스템 관리자
- 네트워크 관리자